# Arzanegui
Arzanegui es un despoblado que actualmente forma parte del concejo de Ilarduya, que está situado en el municipio de Aspárrena, en la provincia de Álava, País Vasco (España).

## Toponimia
A lo largo de los siglos ha sido conocido con los nombres de Arzana, Arzanhegi y Arzanegui.

## Historia
Documentado desde 1025 (Reja de San Millán), formaba parte del Distrito de Septem Alfozes, perteneciendo posteriormente a la Merindad de Hegiraz.
Estaba situado entre los concejos de Ilarduya y Eguino, despoblándose en el siglo XVI.

## Monumentos
Ermita de Nuestra Señora de Arzanegui.